# Margaux Rouvroy
Margaux Rouvroy (* 22. März 2001) ist eine französische Tennisspielerin.

## Karriere
Rouvroy spielt überwiegend auf Turnieren der ITF Women’s World Tennis Tour, bei denen sie bislang vier Einzel- und zwei Doppeltitel gewinnen konnte.
2019 erreichte sie bei den Grand Est Open 88 mit Partnerin Loudmilla Bencheikh das Viertelfinale im Damendoppel.
2021 erreichte sie das Achtelfinale im Dameneinzel bei den Grand Est Open 88 sowie auch bei den Engie Open de Biarritz Pays Basque. Sie scheiterte aber bereits in der ersten Runde der Qualifikation zu den Open BLS de Limoges.
Im Dezember 2024 gewann sie im Doppel an der Seite von Elsa Jacquemot in Limoges ihren ersten Titel im Rahmen der WTA Challenger Series.

## Turniersiege

### Einzel
| Nr. | Datum            | Turnier     | Kategorie | Belag             | Finalgegnerin              | Ergebnis      |
| --- | ---------------- | ----------- | --------- | ----------------- | -------------------------- | ------------- |
| 1.  | 16. Juni 2019    | Tabarka     | ITF W15   | Sand              | María Paulina Pérez García | 6:4, 6:3      |
| 2.  | 22. Januar 2023  | Petit-Bourg | ITF W25   | Hartplatz         | Emma Léné                  | 6:2, 1:6, 6:1 |
| 3.  | 3. Dezember 2023 | Lousada     | ITF W25   | Hartplatz (Halle) | Lucija Ćirić Bagarić       | 6:2, 6:3      |
| 4.  | 1. Dezember 2024 | Lousada     | ITF W35   | Hartplatz (Halle) | Matilde Jorge              | 7:5, 6:3      |

### Doppel
| Nr. | Datum             | Turnier                 | Kategorie      | Belag             | Partnerin       | Finalgegnerinnen                   | Ergebnis |
| --- | ----------------- | ----------------------- | -------------- | ----------------- | --------------- | ---------------------------------- | -------- |
| 1.  | 27. Juli 2019     | Les Contamines-Montjoie | ITF W15        | Hartplatz         | Aubane Droguet  | Rania Azziz Mathilde Dury          | 7:5, 6:3 |
| 2.  | 31. Juli 2021     | Knokke                  | ITF W15        | Sand              | Émeline Dartron | Anaella Leclercq Lucie Nguyen Tan  | 6:1, 6:3 |
| 3.  | 15. Dezember 2024 | Limoges                 | WTA Challenger | Hartplatz (Halle) | Elsa Jacquemot  | Erika Andrejewa Séléna Janicijevic | 6:4, 6:3 |